# Mathieu-Antoine Xhrouet
Mathieu Antoine Xhrouet (1672-1747) est un peintre et un homme politique liégeois originaire de Spa (alors principauté de Liège). 

## Biographie
Mathieu-Antoine Xhrouet s'illustre dans l'art du lavis de paysages à l'encre de Chine sur vélin ou sur parchemin, notamment de Spa, Maestricht et Aix-la-Chapelle ; trois cent cinquante d'entre eux sont actuellement répertoriés[réf. nécessaire]. Il sera bourgmestre de Spa en 1724. Il réalisera aussi de nombreux vélins pour la Manufacture des Gobelins à Paris, à laquelle le vernisseur et décorateur spadois, Jacques Dagly (1665-1729), dont la famille est alliée aux Xhrouet, a aussi apporté le secret du « vernis Dagly » ou « vernis des Gobelins » imitant la laque d'extrême-orient.
Mathieu-Antoine Xhrouet est l'une des figures centrales de la dynastie des peintres, graveurs, ciseleurs, tourneurs Xhrouet de Spa, héritière de ses prédécesseurs, les dynasties des vernisseurs Dagly et des dessinateurs Leloup de Spa.
Deux de ses fils s’inscriront dans la dynastie : Gabriel Xhrouet (né en 1697), peintre, et Nicolas Xhrouet (né en 1702), graveur. Mathieu Antoine est Xhrouet de Spa tant par son père, Mathieu dit le Jeune Xhrouet (1647-1731), graveur, que par sa mère, Jeanne Servais Xhrouet (1651-1731), issus à la quatrième génération des frères Godefrin Xhrouwet, maire de Spa et Lambert dit de Spa Xhrouwet (mort en 1588), notaire apostolique. Son neveu Joseph Xhrouet (1711-1749) se distinguera dans la gravure avec Remacle Le Loup.
Sa petite-fille, Jeanne Xhrouet (1732-1776), benjamine du peintre Gabriel Xhrouet, épousera (1755) Gérard de Léau qui sera cobourgmestre de Spa en 1760 avec Lambert Xhrouet, tourneur d'ornement.
Mathieu Antoine Xhrouet est qualifié de célèbre dans l'ouvrage de Jacques Berger.

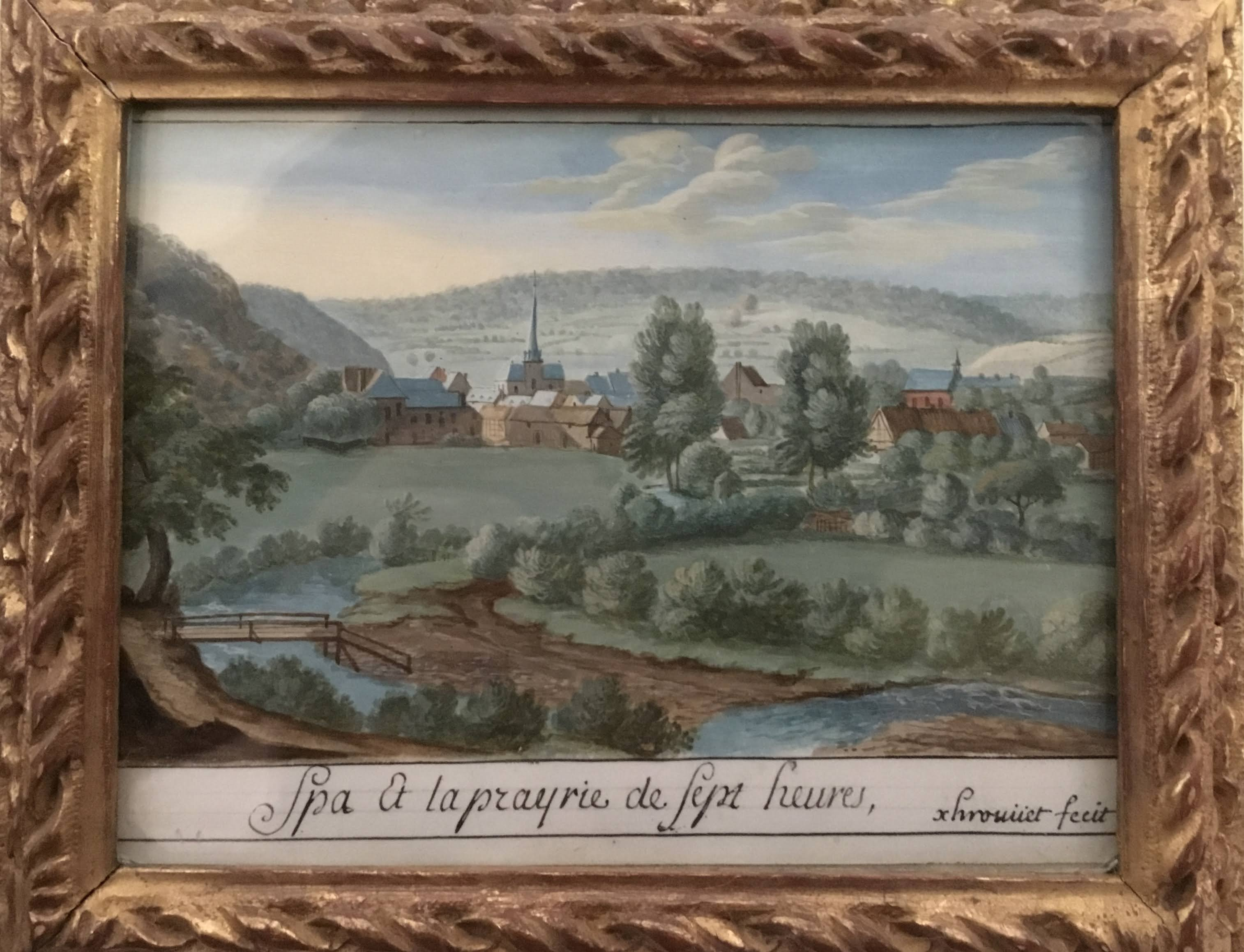

En 1722, Mathieu Xhrouet fournit à la commune de Spa huit vues naturelles des fontaines, sur parchemin, vues qui seront envoyées à la cour de Bonn. Quatre de ces vues dans leur encadrement d'origine sont reproduites ici. 

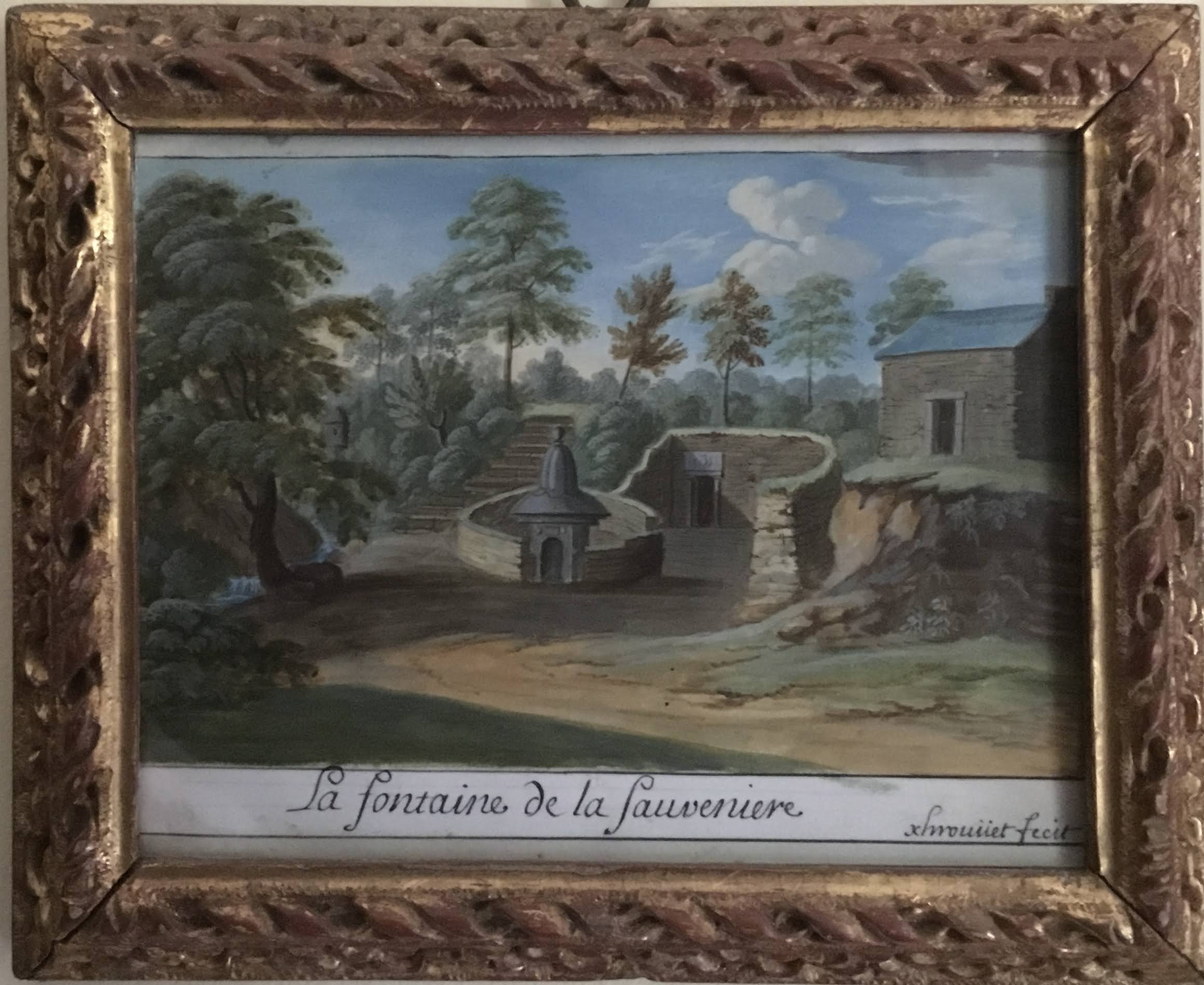

Le chevalier de Limbourg dans son recueil du dessinateur spadois Charles-Denis de Beaurieux, nous dit : « Albin Body signale l’existence d’un album d’une centaine de dessins représentant des vues de Spa et des environs, dû à la collaboration des peintres spadois Mathieu [Antoine] Xhrouet, Renier Roidkin [Dessinateur de S.A.E. de Cologne] et Charles-Denis de Beaurieux. Ce recueil, vendu à Leyde en novembre 1873, appartient aujourd’hui au Chevalier Guy de Theux de Montjardin. L’aimable obligeance de son propriétaire m’a permis de constater que tous les dessins en sont de Mathieu [Antoine] Xhrouet, certains d’après des croquis de Roidkin et de Beaurieux [datés de 1724 à 1729] », in 8 oblong, reliure parchemin.

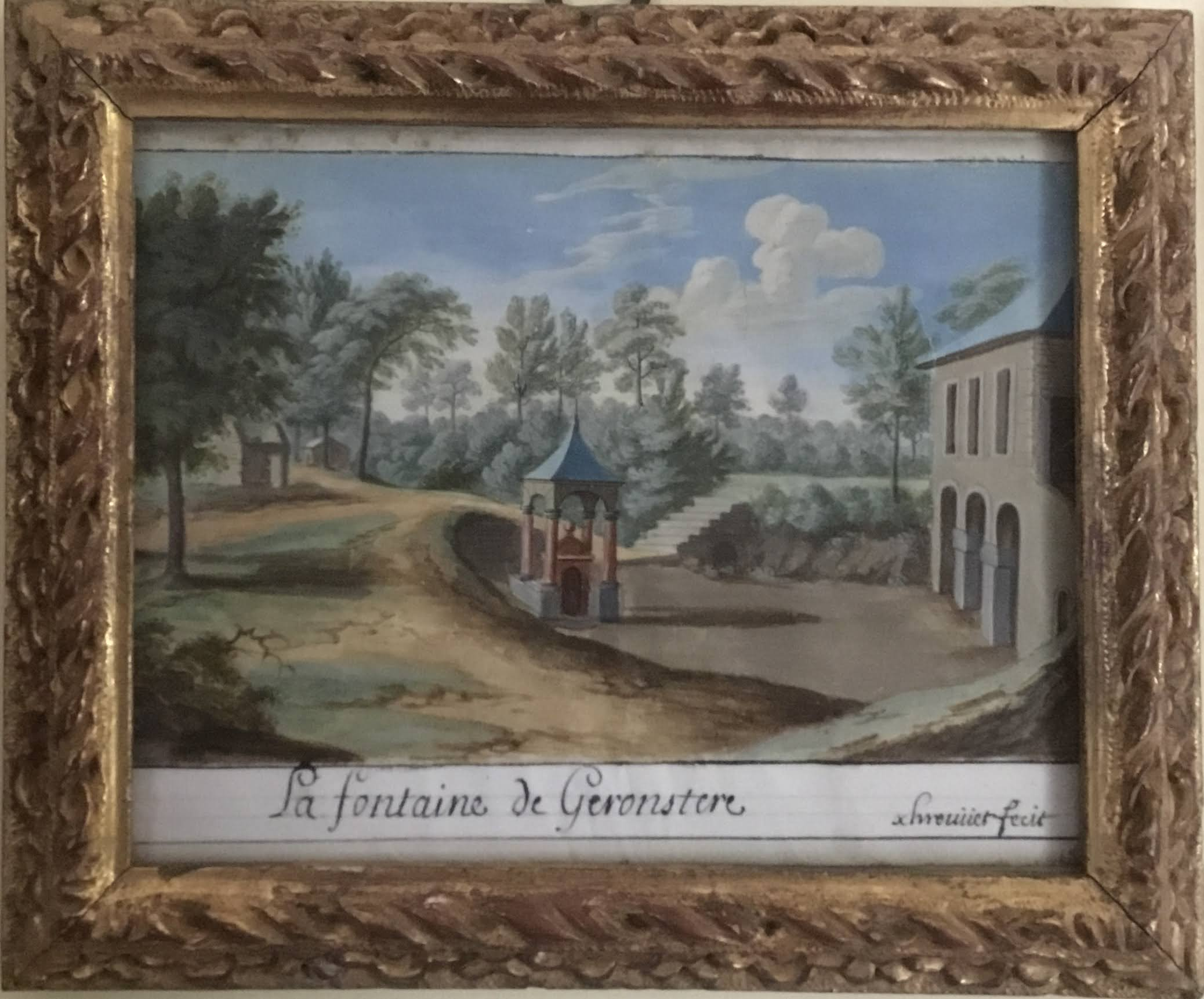

Vingt-quatre autres dessins de Mathieu Antoine Xhrouet sont conservés par la galerie Wittert de l’université de Liège. Un recueil de deux cent dix vues de Spa et ses environs par Mathieu Antoine Xhrouet a été mis en vente le 10 décembre 2005 à la librairie Michel Lhomme à Liège[réf. nécessaire]. On se réfèrera utilement aussi au mémoire de Bernadette Xhrouet, Spa et sa région vus par les dessinateurs au XVIIIe siècle (1974-1975, Histoire de l'Art, Université de Liège). Quelques œuvres de Mathieu Antoine Xhrouet sont aussi conservées au musée de la ville d'eaux de Spa. L'université de Liège possède de lui un panorama de la ville peint sur toile et daté de 1738, Vue de Liège et de ses environs prise du côté droit du monastère de Saint-Gilles. L'édition 2009 de Choix de cent livres, reliures et manuscrits de 1535 à 2006 par le libraire bruxellois Eric Speeckaert reprend un ensemble exceptionnel de dessins originaux de Mathieu-Antoine Xhrouet provenant de l'ancienne collection du vicomte de Harlez de Deulin ; Durbuy, Sart-les-Spa, Aix-la-Chapelle, etc.

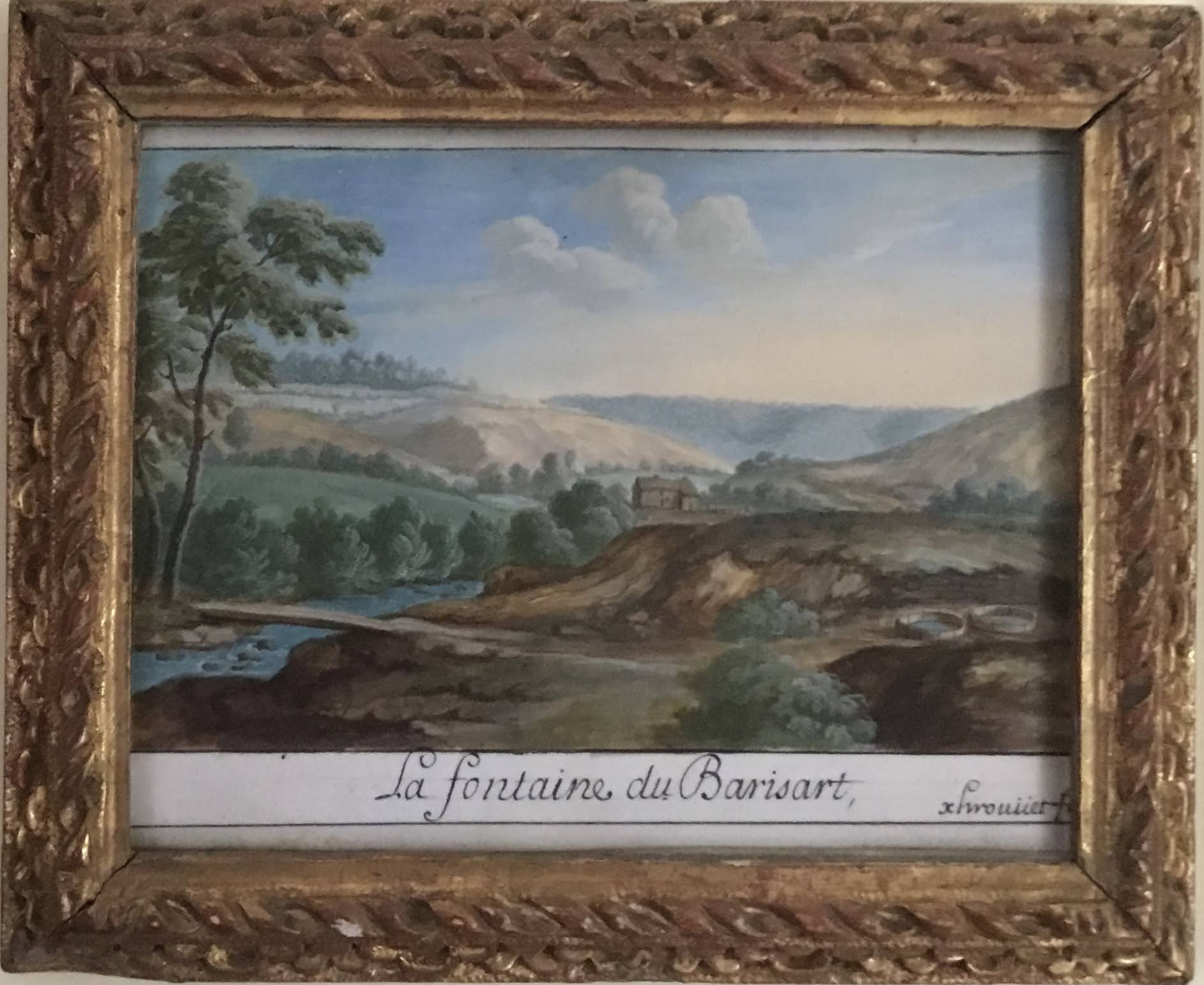

Au château d'Aigremont à Awirs, érigé par le chanoine Clerckx au début du XVIIIe siècle, on retrouve une huile sur toile murale, Bacchus et Ariane (1727, 128 × 35cm), dessus de cheminée au premier étage, ainsi que quatre dessus de porte et deux tableaux rallongés en dessus de cheminée. Selon l'étude du professeur Colman, on peut attribuer « très vraisemblablement » ces toiles à Mathieu-Antoine Xhrouet pour les paysages et à Englebert Fisen pour les figures. Une vue de la façade de ce château nous est également donnée par une gravure de Remacle Leloup.
Dans ses paysages, peu de personnages animent les scènes. Les croquis étaient pris sur place, dans des calepins, puis soigneusement remis au net. Les mêmes croquis sont également souvent dessinés et peints sur des boîtes et d'autres « jolités de Spa ».
Mathieu-Antoine Xhrouet avait pour habitude de signer ses lavis « xhrouiïet fecit ». Son prénom est aussi écrit « Matthieu ».
Il habitait l'hôtel de Lorraine (1730), face au pouhon Pierre-le-Grand. Cet hôtel était enseigné précédemment Au Léopard (1669). Lambert Xhrouet, tourneur d'ornement, puis bourgmestre comme son collatéral et prédécesseur, habita ce même hôtel. L'immeuble, démoli et reconstruit en style Louis XV vers 1760, a été classé par la Région wallonne en 1979.

## Généalogie
Mathieu dit le jeune Xhrouet (1647-1731), graveur, échevin (1694), bourgmestre (1703)
1. Mathieu-Antoine Xhrouet (1672-1747), peintre, échevin (1720), bourgmestre (1724)
  1. Gabriel Xhrouet (né en 1697), dessinateur
    1. Jeanne Xhrouet (1732-1776), mariée avec Gérard de Leau, cobourgmestre (1760) avec Lambert Xhrouet (1707-1781), tourneur d’ornement

  2. Nicolas Xhrouet (né en 1702), graveur, ciseleur
2. Servais Albert Xhrouet (1673-1739), graveur
3. Mathieu Antoine Xhrouet (1679-1747), échevin
  1. Joseph Xhrouet (1711-1749), graveur

## Galerie

Œuvres non sourcées attribuées à Mathieu-Antoine Xhrouet, localisation inconnue
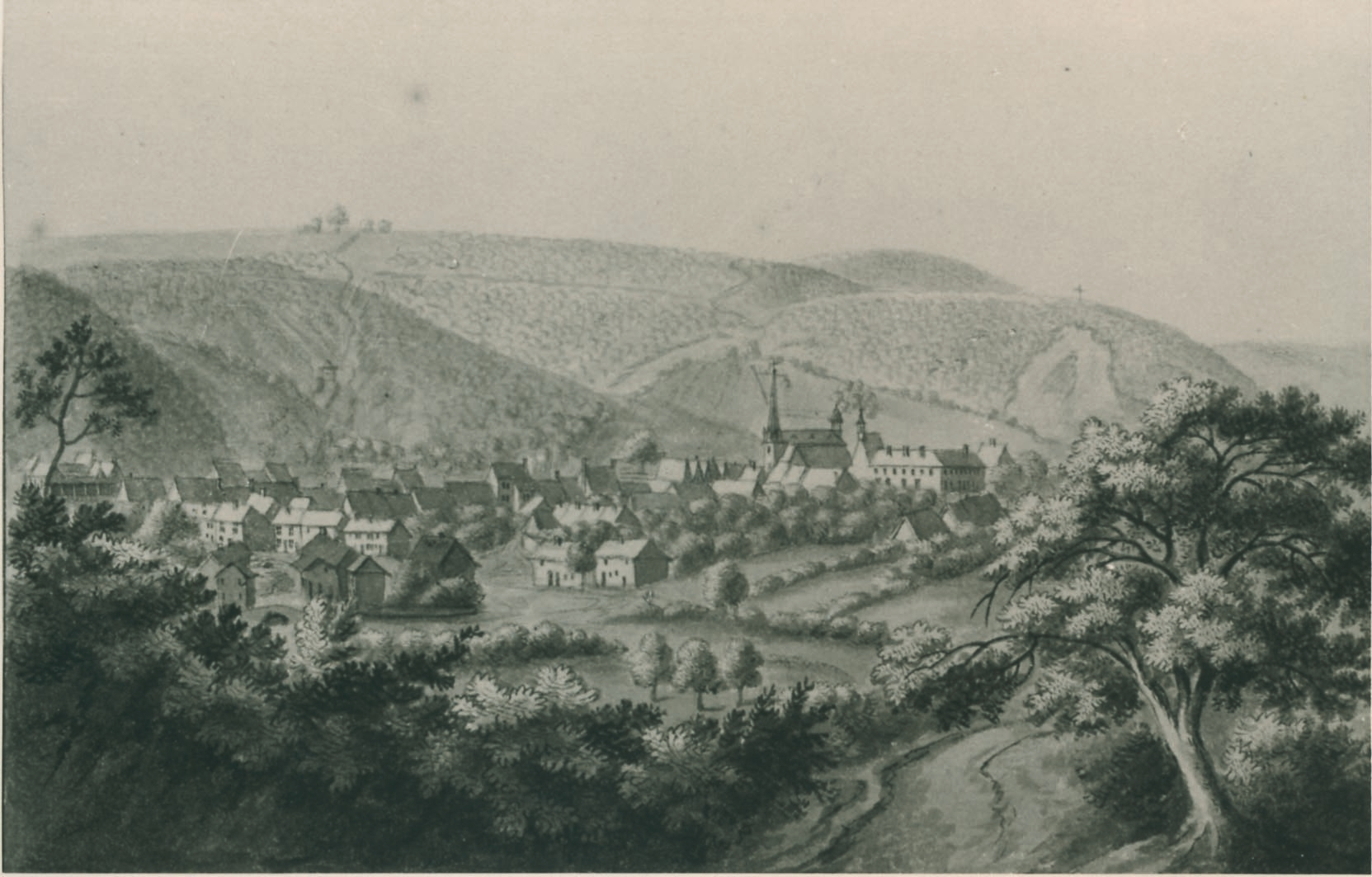
Bourg de Spa et ses environs (1738).
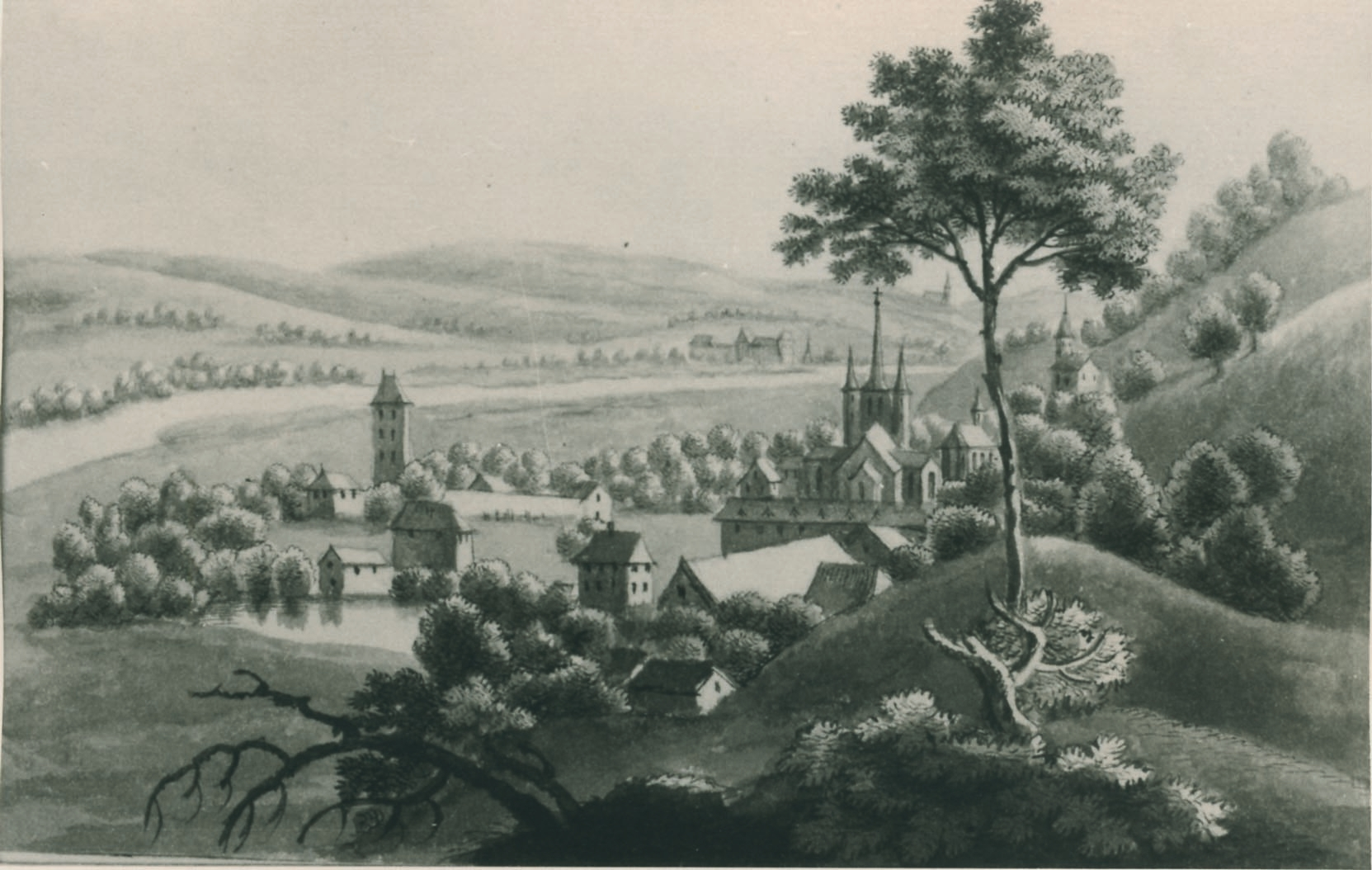
Amay près de Huy (1738).
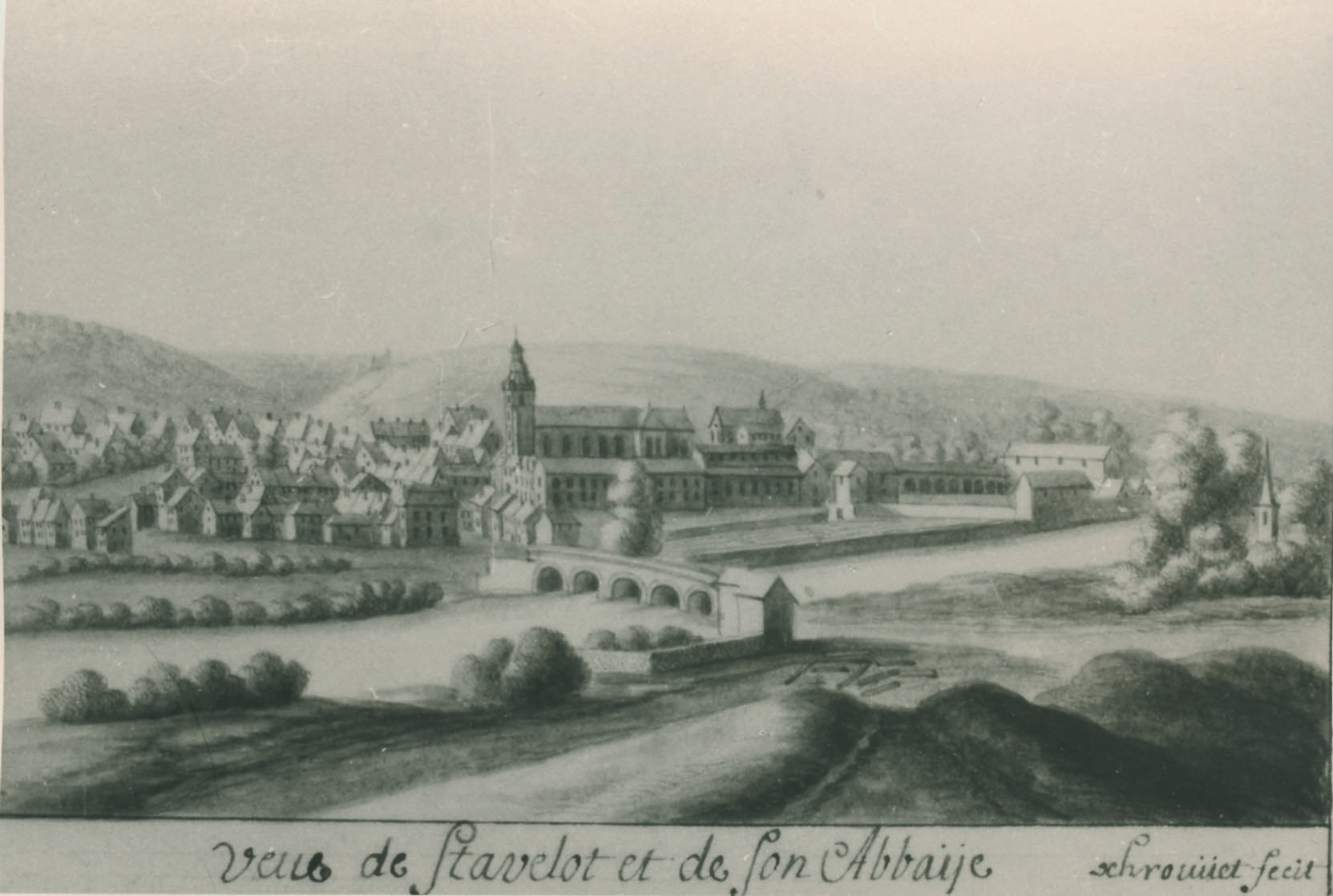
Stavelot et son Abbaye.
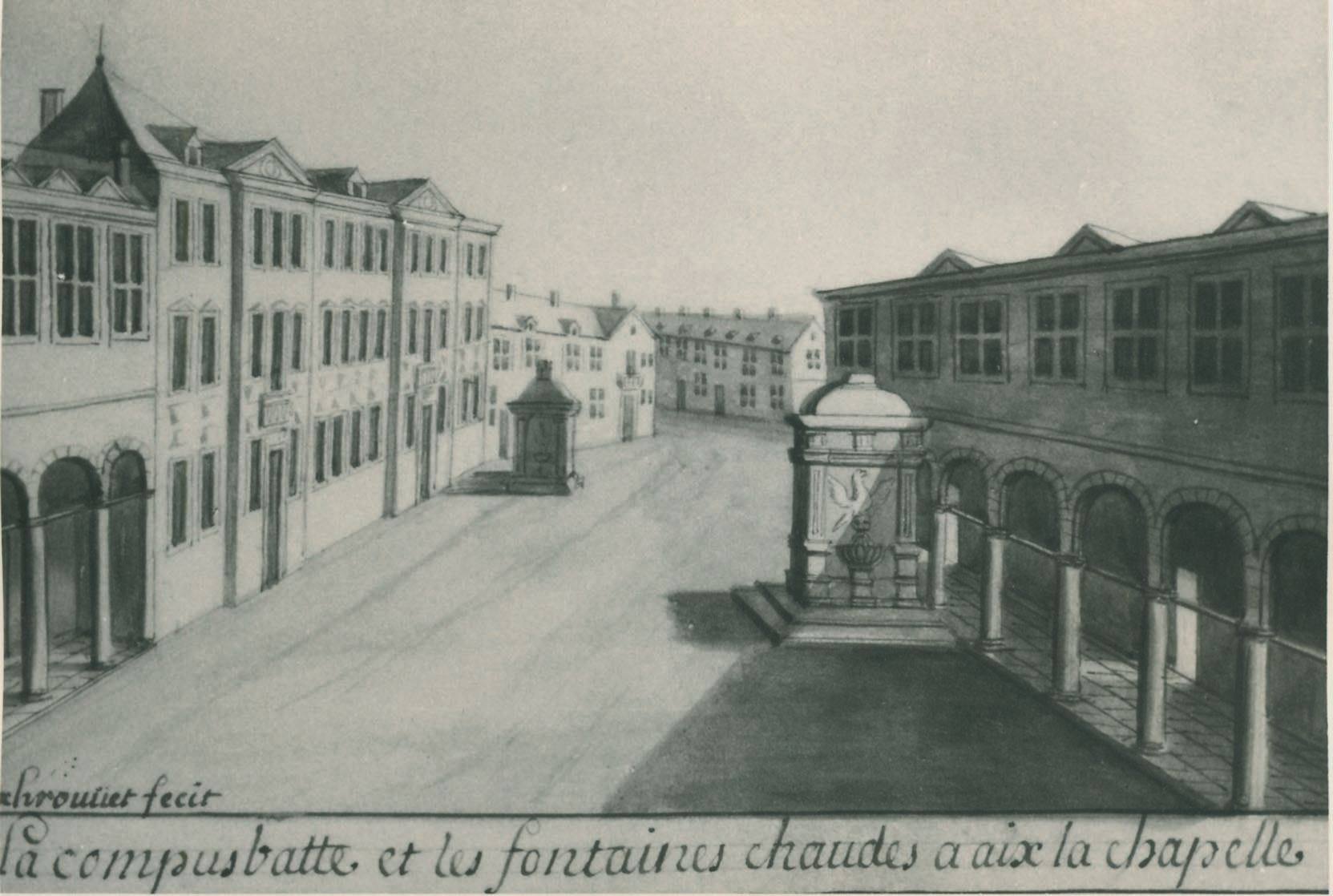
Compusbatte et les fontaines chaudes à Aix-la-Chapelle.
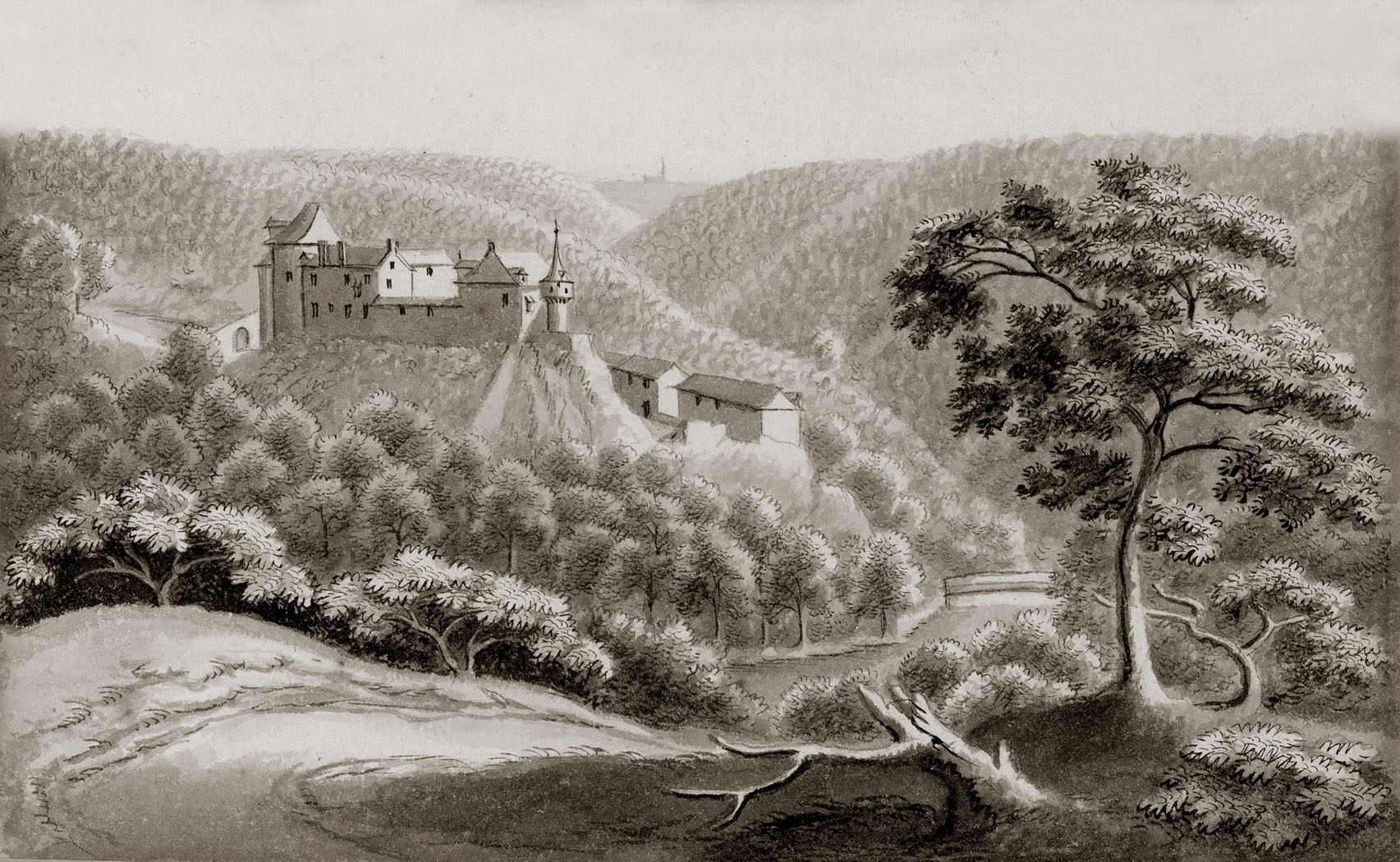
Le château de Reinhardstein (vu depuis le flanc sud de la vallée de la Warche) (1738).